# Scellus gallicanus
Scellus gallicanus är en tvåvingeart som beskrevs av Becker 1909. Scellus gallicanus ingår i släktet Scellus och familjen styltflugor. Inga underarter finns listade i Catalogue of Life.